# Le Baccanti
(vv. 39-40)
Le Baccanti (in greco antico: Βάκχαι?,  Bákchai) è una tragedia di Euripide, scritta mentre l'autore era alla corte di Archelao, re di Macedonia, tra il 407 e il 406 a.C. Euripide morì pochi mesi dopo averla completata.
L'opera fu rappresentata ad Atene pochi anni dopo, probabilmente nel 405 a.C., sotto la direzione del figlio (o nipote) dell'autore, chiamato anch'egli Euripide. Venne messa in scena nell'ambito di una trilogia che comprendeva anche Alcmeone a Corinto (oggi perduta) e Ifigenia in Aulide. Tale trilogia di opere fruttò all'autore una vittoria postuma alle Grandi Dionisie di quell'anno.

## Trama
Dioniso, dio del vino, del teatro e del piacere fisico e mentale in genere, era nato dall'unione tra Zeus e Semele, donna mortale. Tuttavia le sorelle della donna e il nipote Penteo (re di Tebe) per invidia sparsero la voce che Dioniso in realtà non era nato da Zeus, ma da una relazione tra Semele e un uomo mortale, e che la storia del rapporto con Zeus era solo uno stratagemma per mascherare la "scappatella". In sostanza, quindi, essi negavano la natura divina di Dioniso, considerandolo un comune mortale.
Nel prologo della tragedia, Dioniso afferma di essere sceso tra gli uomini per convincere tutta Tebe di essere un dio e non un uomo. A tale scopo per prima cosa ha indotto un germe di follia in tutte le donne tebane, che sono dunque fuggite sul monte Citerone a celebrare riti in onore di Dioniso stesso (diventando quindi Baccanti, ossia donne che celebrano i riti di Bacco, altro nome di Dioniso).
Questo fatto però non convince Penteo: egli rifiuta pervicacemente di riconoscere un dio in Dioniso, e lo considera solo una sorta di demone che ha ideato una trappola per adescare le donne. Invano Cadmo (nonno di Penteo) e Tiresia (indovino cieco) tentano di dissuaderlo dalla sua convinzione. Il re di Tebe fa allora arrestare lo stesso Dioniso (che si lascia catturare volutamente) per imprigionarlo, ma il dio scatena un terremoto che gli permette di liberarsi immediatamente.
Nel frattempo dal monte Citerone giungono notizie inquietanti: le donne che compiono i riti sono in grado di far sgorgare vino, latte e miele dalla roccia, e in un momento di furore dionisiaco si sono avventate su una mandria di mucche, squartandole vive con forza sovrumana. Hanno poi invaso alcuni villaggi, devastando tutto, rapendo bambini e mettendo in fuga la popolazione. Dioniso, parlando con Penteo, riesce allora a convincerlo a mascherarsi da donna per poter spiare di nascosto le Baccanti. Una volta che i due sono giunti sul Citerone, però, il dio aizza le Baccanti contro Penteo. Esse sradicano l'albero sul quale il re si era nascosto, si avventano su di lui e lo fanno a pezzi. Non solo: la prima ad infierire su Penteo, spezzandogli un braccio, è sua madre Agave.
Questi fatti vengono narrati a Cadmo da un messaggero che è tornato a Tebe dopo aver assistito alla scena. Poco dopo arriva anche Agave, munita di un bastone sulla cui sommità è attaccata la testa di Penteo che lei, nel suo delirio di Baccante, crede essere una testa di leone. Cadmo, sconvolto di fronte a quello spettacolo, riesce pian piano a far rinsavire Agave, che infine si accorge con orrore di ciò che ha fatto. A quel punto riappare Dioniso ex machina, che spiega di aver architettato questo piano per punire chi non credeva nella sua natura divina, e condanna Cadmo e Agave a essere esiliati in terre lontane. Con l'immagine di Cadmo e Agave che, commossi, si dicono addio, si conclude la vicenda.

## Commento

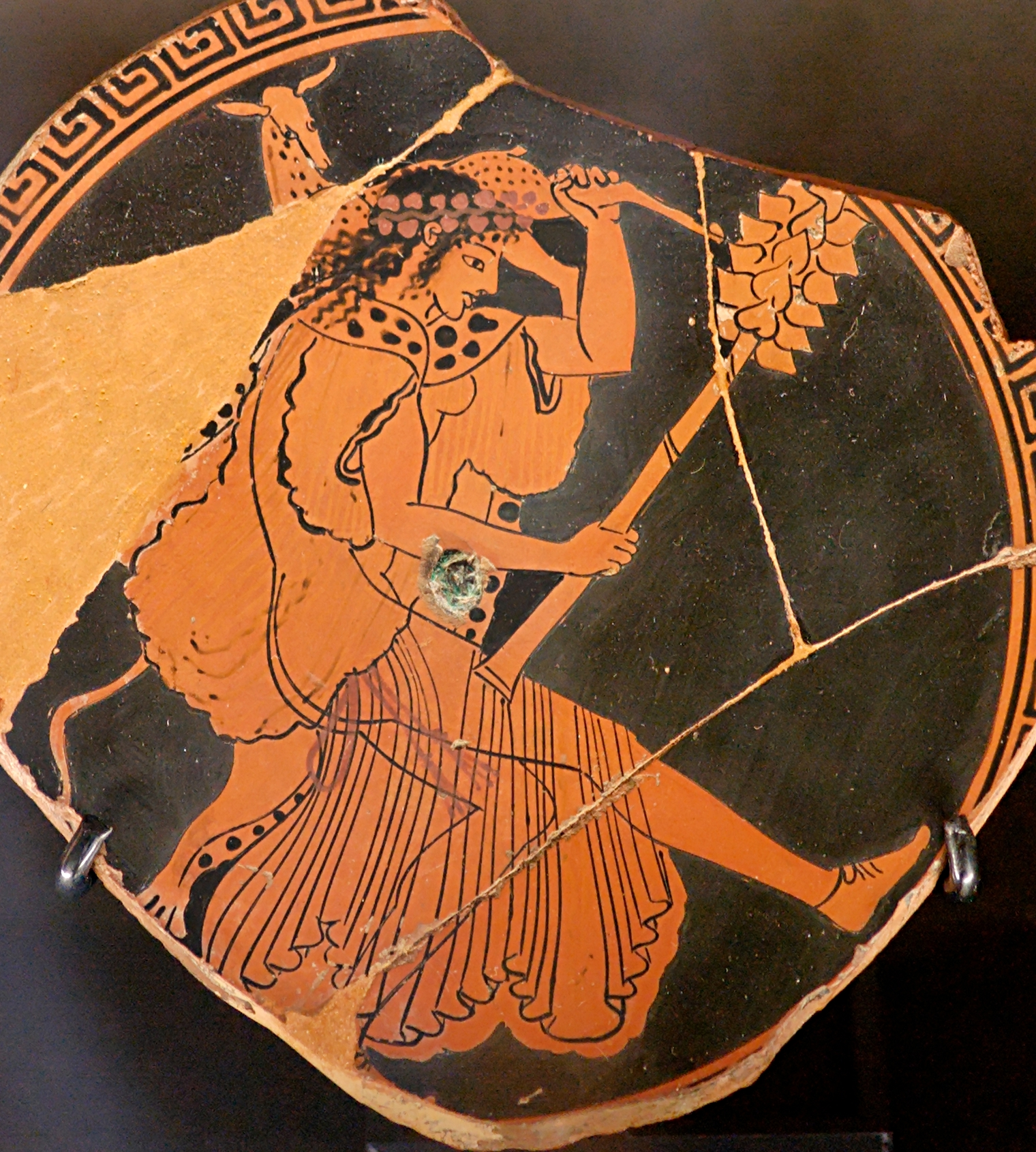
Baccante col caratteristico tirso ed un animale in spalla. Cratere attico a figure rosse, 480 a.C. circa

### Un'opera religiosa?
Le Baccanti è considerata una delle più grandi opere teatrali di tutti i tempi. In apparenza, il suo messaggio è un monito a tutti gli uomini ad adorare sempre gli dei e a non mettersi contro di essi, e in effetti tradizionalmente quest'opera era sempre stata considerata un'opera religiosa, ossia la riscoperta della religione da parte di un autore che per tutta la vita era stato sempre considerato un laico. La tragedia tuttavia rivela forti ambiguità, rilevate soprattutto dalla critica degli ultimi decenni.
Innanzitutto è da notare che le virtù che all'inizio dell'opera vengono attribuite al dio (capacità di alleviare le tensioni e le sofferenze degli uomini grazie al vino e ai piaceri fisici e mentali) vengono mostrate poco: Dioniso si dimostra una divinità assolutamente spietata nel punire chi non aveva creduto in lui, al punto di sterminare i suoi stessi parenti (Penteo era infatti cugino del dio, in quanto figlio di Echione e di Agave, sorella della madre di Dioniso, Semele), ed esiliare i sopravvissuti. Tutto questo per pura e semplice vendetta. Inoltre le stesse Baccanti appaiono molto più intente a compiere azioni violente (invadere villaggi, squartare mandrie di mucche e lo stesso Penteo) che non a celebrare la gioia dei riti di Dioniso. La stessa Agave, dopo essere stata Baccante, si allontana gettando a terra i paramenti del dio e augurandosi di non vedere mai più il Citerone.
Se Euripide avesse voluto mettere in scena un'opera religiosa, forse non avrebbe messo così in evidenza gli aspetti più sconcertanti del dionisismo, ma avrebbe probabilmente posto maggiormente l'attenzione sui lati positivi (che comunque ci sono, ma solo in alcuni canti corali). Per questo motivo alcuni studiosi arrivano a interpretare l'opera in senso del tutto opposto, considerandola non una riscoperta della religione, ma anzi una forte invettiva antireligiosa. E lo dimostrerebbe la critica che Cadmo rivolge a Dioniso verso la fine dell'opera: «Non è bene che gli dei rivaleggino nell'ira con gli uomini», critica cui il dio non dà alcuna risposta, limitandosi a ribattere che questa è da sempre la volontà di Zeus. La tragedia insomma si chiude con molti interrogativi e nessuna risposta, mentre una sola cosa svetta con evidenza su tutte: la spietata vendetta del dio Dioniso.

### Lo scontro tra Penteo e Dioniso
L'opera è quasi completamente imperniata attorno allo scontro tra Penteo e Dioniso, ma nessuno di loro può essere definito un personaggio positivo. Il dio, infatti, come appena visto, è privo di qualsiasi scrupolo e pietà verso gli uomini, mentre il re Penteo non appare come una persona dall'atteggiamento fortemente razionale (cosa che ci si aspetterebbe da chi rifiuta di avere fede in un dio), bensì come un uomo tirannico, irascibile, chiuso nelle proprie convinzioni e non disposto a rimetterle in discussione. In questo senso Penteo rappresenta in effetti l'opposto di quella razionalità che dovrebbe almeno in teoria essere il suo punto di forza. I due personaggi di Dioniso e di Penteo non sono dunque realmente in contrasto l'uno con l'altro, ma speculari, al punto da arrivare ad assomigliare l'uno all'altro verso la fine dell'opera: Penteo travestendosi da Baccante, Dioniso assumendo l'atteggiamento del despota spietato.

### La follia
Il filosofo Platone, nel Fedro, afferma che la follia è superiore alla sapienza, poiché quest'ultima è di origine umana, mentre la prima è di origine divina. Uno dei tipi di follia individuati da Platone è appunto quella iniziatica, riconducibile al dio Dioniso. Nelle Baccanti Euripide si dilunga non poco nel descriverne gli effetti, costruendo nell'opera due tipi diversi di tale follia: da una parte il delirio pazzo e sanguinario delle Baccanti quando compiono le azioni violente, dall'altra il comportamento più misurato e tranquillo durante i momenti di riposo ed i riti di adorazione di Dioniso (in particolare nei canti corali). Il primo tipo di follia è rivolto a chi non riconosce il culto di Dioniso e viene perciò punito con la violenza; il secondo è invece quello tipico di chi, accettati i culti dionisiaci, ne riceve i benefici.
Nel primo caso, le Baccanti sono animate da forza sovrumana e bestiale, come quando assalgono paesi o squartano vivi uomini e animali. Nel secondo caso, invece, esse appaiono come portatrici di un tipo di società alternativo a quello civilizzato della moderna Tebe, una società a diretto contatto con la natura, in cui la donna dimentica la sua vita cittadina, arrivando ad allattare cuccioli di animali. Qui la follia diventa un mezzo per uscire dagli schemi, raggiungere la conoscenza diretta del dio nel proprio corpo, e, quindi, una maggiore consapevolezza di sé.
(vv. 72-77)
(vv. 395-402)
Nell'opera è in effetti presente una netta differenziazione tra i termini sophòn e sophía: il primo è il sapere, ossia la conoscenza di nozioni e di fatti. La seconda è invece la sapienza, nel senso di saggezza, ossia la capacità di discernere cosa sia davvero importante e di conseguenza quale sia il miglior modo di vivere. Secondo il coro delle Baccanti, possedere il primo non significa necessariamente possedere anche la seconda.

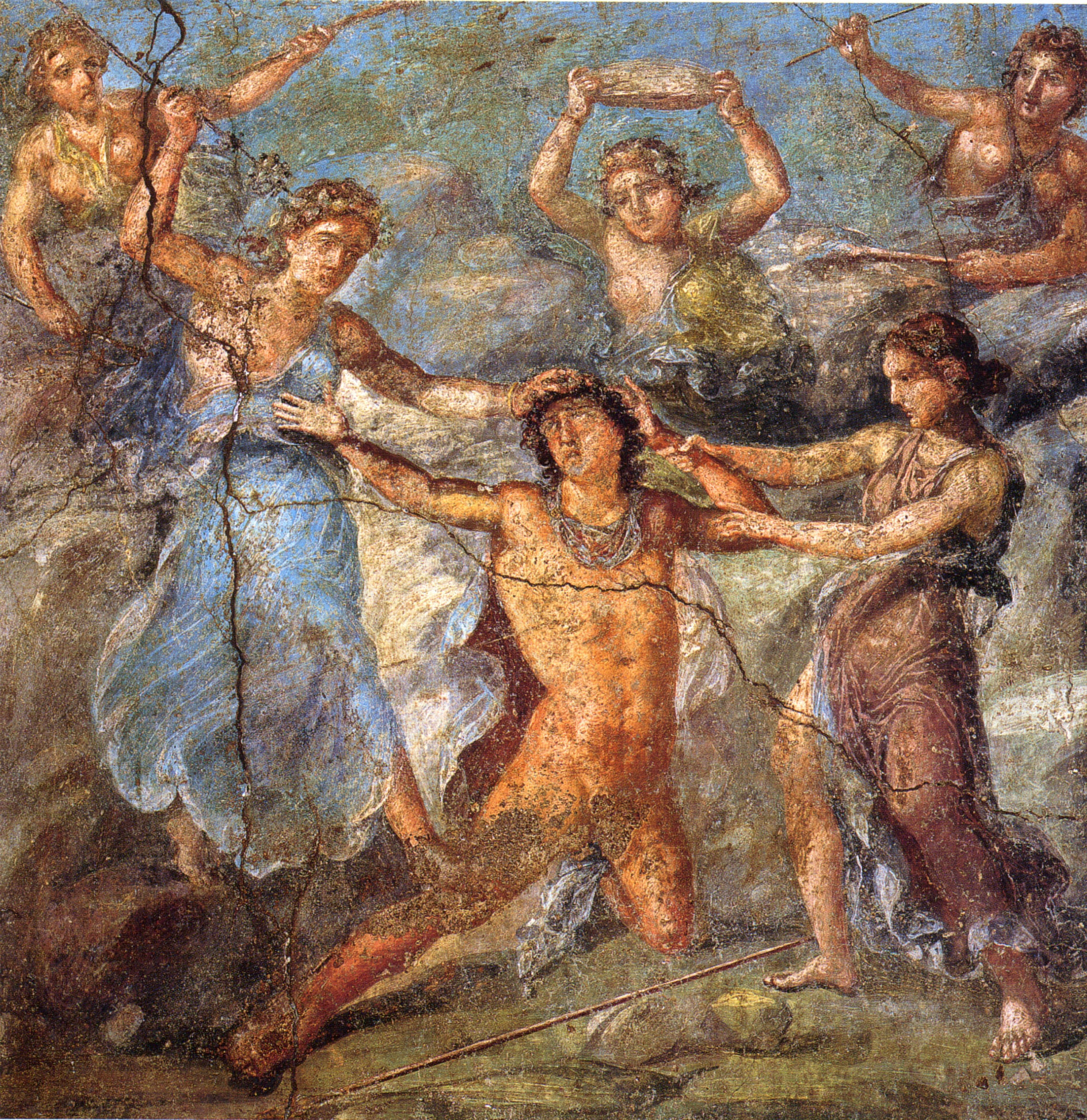
Penteo viene squartato dalle Baccanti. Casa dei Vettii, Pompei, Italia, I secolo d.C.

### La fine dell'eroe tragico
Una caratteristica tipica della tragedia greca in generale è che il protagonista viene colpito sì da grandi disgrazie, ma non perde mai la propria dignità. Anche personaggi disprezzati da tutti, come Edipo, non vengono mai ridicolizzati o sbeffeggiati. Dioniso invece fa vestire Penteo da donna, e non si fa scrupoli a prenderlo in giro, mettendogli persino a posto i riccioli. In questo modo, per la prima volta un eroe tragico perde la propria dignità e si trasforma in una figura grottesca e quasi comica: una figura assolutamente sconosciuta alla tragedia classica, che sembra così rinnovarsi verso forme nuove di teatro.

### I personaggi
- Dioniso: Il dio è proprio il primo personaggio ad apparire sulla scena ed è anche colui che recita il prologo spiegandoci il motivo della sua visita a Tebe: lui deve infatti punire la città che non lo riconosce come figlio di Zeus e gli toglie dunque la sua natura divina.(«Anche se non lo vuole, questa città imparerà a conoscere i riti segreti di Bacco» vv.39-40) Solo per questo il Dio vuole punire Tebe, infatti solitamente Dioniso non è un dio che punisce chiunque, ma solo chi nega la sua divinità. In ogni caso Euripide non voleva che la sua rappresentazione di Dioniso fosse quella tipica, e cercherà quindi di mostrarci il personaggio non come il mero dio orgiastico, benché questo fosse difficile poiché nella tradizione era ormai ben fissa l'idea di Dioniso come divinità legata al vino e al piacere. Dioniso è il padrone che bisogna servire (v.82), le sue ragioni sono l'unica ragione dell'agire del gruppo (vv.83-87), è colui che conduce il corteo e gli indica la meta muovendolo con la follia (v.115-119) ed è il dio che si rallegra per i balli e le feste in suo onore.

- Il coro delle Baccanti: Il coro assume diversa importanza dall'inizio della tragedia alla fine. Se inizialmente domina la scena, alla fine si ritrova ad avere un ruolo marginale, fatto anche di poche battute, per lasciare spazio ai personaggi. L'opera venne del resto rappresentata in un periodo storico in cui l'importanza del coro andava sempre più riducendosi. Si tratta di seguaci fanatiche del dio, verso cui hanno una fede assoluta.

- Tiresia: Rispetto al modo in cui veniva descritto nelle tragedie greche, nelle Baccanti si ha una ristrutturazione del personaggio. Più che spiegare il futuro, questo si concentra sul raccontare fatti già noti.Tiresia è il personaggio principale del I episodio e abbandona il suo ruolo principale di indovino per apparire caratterizzato da una cultura aggiornata e agguerrita. Lui teorizza la persistenza e la indefettibilità della tradizione (cioè la cultura disintellettualizzata del popolo) ma allo stesso tempo usa un linguaggio che presuppone una cultura. Proprio per questo il suo personaggio, caratterizzato da forti contraddizioni, serve a mostrare l'impraticabilità di un collegamento tra il culto di Dioniso e la cultura cosiddetta "intellettuale".

- Cadmo: Cadmo è il padre di Agave e dunque nonno di Penteo. Il suo personaggio è un personaggio ricorrente e nel mito il suo nome era ricollegato alla fondazione di Tebe, tanto che "cadmeo" era un equivalente di "tebano". Inizialmente Cadmo appare in scena come ben predisposto nei confronti del nuovo culto per Dioniso, e per questo motivo appare strano che la vendetta del Dio ricada anche su di lui. Però il suo approcciarsi al Dio è ben diverso da quello di Tiresia: lui infatti più che essere mosso da motivi di fede è mosso dalla volontà di far "crescere" Dioniso, essendo questo figlio di sua figlia. "È il figlio di mia figlia, Dioniso; che sia un dio è apparso chiaro agli uomini, ora occorre - per quanto è in nostro potere - che cresca e diventi un grande dio". Inoltre nel dialogo tra Tiresia e Cadmo emerge il fatto che Cadmo quasi si vergogna del compiere certi riti bacchici come appare, ad esempio, dai vv. 204-205 "ερει τις ως το γηρας ουκ αισχυνομαι, μελλων χορευειν κρατα κισσωσας εμον" (qualcuno dirà che non ho vergogna della mia vecchiaia, se mi accingo a danzare con il capo coronato d'edera). Infatti questo personaggio si preoccupa più del pensiero degli altri piuttosto che della vendetta che potrebbe giungergli dal Dio poiché non aderisce ai suoi riti. Cadmo entra in scena ancora prima che Tiresia mandi qualcuno a chiamarlo; era infatti impaziente e in attesa, e questo si deduce anche dagli enfatici complimenti che rivolge a Tiresia "voce dotta di uomo dottissimo", lodi che non pareva meritare. Dunque questo personaggio seguita i riti bacchici ma malgrado questo verrà punito per i motivi che lo spingono ad adorare il Dio, motivi propagandistici e nulla più.

- Penteo: Penteo è il re di Tebe che, con l'arrivo del Dio, diventa straniero nella sua stessa città e che, benché fosse il portatore dell'ordine e della legge, è continuamente accusato di essere ανομος (privo di legge). Il suo personaggio appare però anche come un doppio di Dioniso, sua madre Agave infatti è sorella di Semele (madre di Dioniso) e suo padre Echione è l'uomo-serpente, animale sacro al dio. Man mano che la storia si evolve, Penteo si avvicina sempre di più ad assumere le sembianze di una Menade e del dio stesso. Anche nella sua uccisione c'è un richiamo a Dioniso poiché infatti viene ammazzato poiché scambiato per un leone, un'altra delle metamorfosi animali di Dioniso. Attraverso Penteo, sin dal I episodio, si imposta la crisi del potere politico. Inizialmente questo personaggio viene descritto da Euripide con tutte le principali caratteristiche del tiranno, ma alla fine il suo ruolo cambia poiché infatti questo da "disprezzato" diviene l'oggetto della commiserazione del pubblico. Da oggetto di condanna diventa dunque l'infelice che è andato incontro ad una brutta fine. Euripide qui fa un nuovo uso di questo personaggio: inizialmente è il detentore del potere e ne fa un uso incongruo, nel momento in cui su di lui incombe una rovinosa morte, si trasforma nell'oggetto di commiserazione.

- Primo messaggero: Il primo messaggero racconta ciò che lui ha visto sul monte e in particolare ciò che ha fatto Agave con le sue sorelle e tutte le donne di Tebe. Il suo racconto dovrebbe avere un carattere di assoluta tipicità, infatti fornisce preziosi indicazione sul dionisismo, cioè su come Euripide vedeva questo culto e i suoi fenomeni.

- Secondo messaggero: Il secondo messaggero appare nel V episodio e presenta un ruolo molto importante, questo infatti evoca gli ultimi attimi di Penteo e funge da narratore di una sorta di conversione nella tragedia: vi è infatti il momento in cui Penteo diviene l'oggetto della commiserazione. Il suo personaggio era fino a quel momento sconosciuto e parla attraverso un discorso che è privo di un effettivo destinatario sulla scena. Il messaggero si rivolge ad una casa che è priva dei suoi titolari, svuotata dall'impatto violento della vicenda e racconta, ma non ha effettivi destinatati di fronte a lui;appena finisce sul racconto va via, senza nessun commento. In questo modo gli spettatori colgono un grande scollamento tra chi parla e chi dovrebbe ascoltare.

- Agave: Agave, madre di Penteo e sorella di Semele, è una di quelle figure femminili immortali e che mai riescono ad essere vinte o sottomesse. Questo personaggio contesta il potere, sia quello regale come baccante che quello del Dio quando, alla fine, andrà dove del Dio non c'è più nessun culto. Benché Dioniso riesca ad annientare Tebe, non riuscirà mai ad annientare Agave. È un personaggio fondamentale che però arriva solo alla fine della tragedia, nell'esodo. Per questo Euripide deve fare in modo che questo attore si affermi immediatamente con forte impatto nel pubblico, poiché infatti Agave, apparendo solo nella parte finale, si trova davanti degli spettatori con delle potenzialità emotive già coinvolte nella vicenda e perciò poco disponibili ad aprirsi a nuovi personaggi.

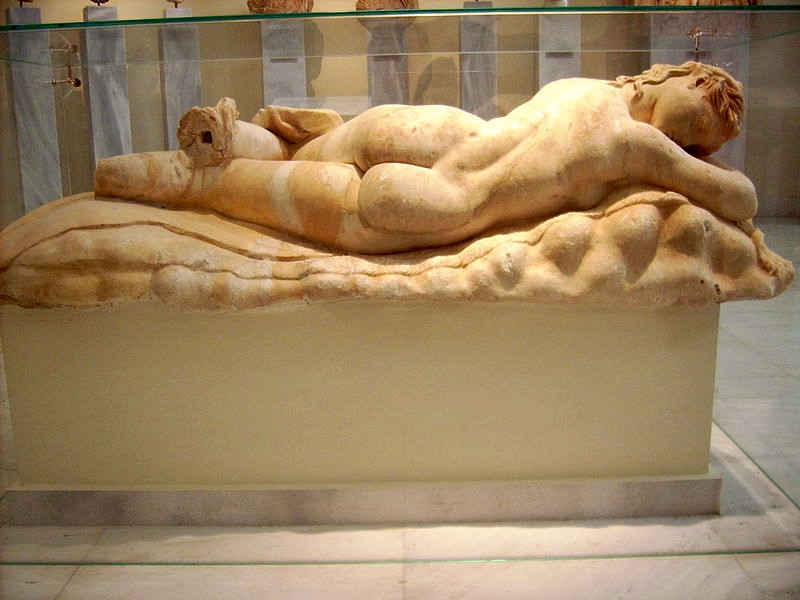
Baccante addormentata. Museo archeologico di Atene.

### I riti dionisiaci
Le azioni e i rituali descritti nell'opera non sono un'invenzione dell'autore, ma si rifanno fin nei particolari a usanze effettivamente diffuse ai tempi di Euripide. Era infatti reale che un certo numero di donne (dette Baccanti, Menadi o Bassaridi), riunite in gruppi (detti tiasi), ad anni alterni si appartassero sulle montagne per celebrare i riti di Dioniso, e lì compissero azioni quali ridurre a brani un animale con le mani e mangiarne le carni crude. Tali forme di culto non si praticavano certamente più ad Atene nel V secolo a.C., ma erano ancora in uso in zone meno civilizzate del mondo greco. La follia era considerata come indotta dal dio, ma in realtà era stimolata dalla situazione insolita, dal contatto con la natura, dalle danze e dalla musica di sistri e tamburelli. Non è un caso che tali rituali fossero soprattutto femminili: emarginate dalla vita politica e sociale delle poleis, spesso confinate in casa, le donne potevano in questo modo recuperare la loro autonomia, per quanto temporanea e fittizia.

### Tradizione letteraria
I misteri bacchici e le figure delle Baccanti si rifanno a una lunga tradizione letteraria greca, che poi è riverberata durante il Rinascimento italiano e oltre in varie opere, tra cui si possono ricordare:
- Fabula di Orfeo, rappresentazione scenica di Poliziano
- I Baccanali, tragedia di Giovanni Pindemonte
- Le Baccanti (Bacchanterna), dramma di Erik Johan Stagnelius
- Le Bassaridi,  opera lirica di Hans Werner Henze, su libretto di W. H. Auden e Chester Kallman

## Rappresentazioni significative
- Nel 1973 a Londra va in scena Le Baccanti con testo riveduto da Wole Soyinka (futuro premio Nobel per la letteratura), adattata per rappresentare lo scontro di civiltà tra le popolazioni africane e l'invasore europeo. Regista dello spettacolo è Roland Joffé. Il coro delle Baccanti è affiancato da quello degli schiavi dalla pelle nera, e lo stesso Dioniso richiama da vicino altre figure divine come il dio africano Ogun e Gesù Cristo. Lo spettacolo si pone come un atto di accusa verso il colonialismo e, più in generale, a favore delle classi sociali più povere.[16]
- Nel 1978 Luca Ronconi a Prato propone una versione dell'opera ridotta a monologo, protagonista Marisa Fabbri, eliminando tutte le peripezie dei personaggi e concentrandosi quindi sul nucleo tragico (e anche patologico) della vicenda. Lo spettacolo è di tipo itinerante, proponendo una sorta di simbolica discesa agli inferi.[17]
- Nel 1988 a Delfi il regista peruviano Jorge Guerra Castro mette in scena un Penteo fanatico dell'ordine e della pulizia, continuamente intento a lavarsi le mani e a chiamare disinfestatori per sterilizzare i luoghi contaminati dalle Baccanti. Un Penteo però anche morbosamente attratto da quella sporcizia che tanto aborrisce.[17]
- Nel luglio 2021, il regista Carlus Padrissa, uno dei fondatori della compagnia catalana La Fura dels Baus, mette in scena Le Baccanti al teatro greco di Siracusa. Dioniso è un personaggio con tratti demoniaci e animaleschi, mentre le Baccanti, particolarmente numerose (ben 55) e violente, eseguono spesso numeri acrobatici. La musica spazia tra la lirica, il rock e l'elettronica.[18]

## Trasposizioni e adattamenti
Sul soggetto della tragedia il compositore Hans Werner Henze ha composto nel 1966 l'opera lirica Le Bassaridi (Die Bassariden) (1966).
Il regista Giorgio Ferroni ha diretto nel 1961 il film Le baccanti ispirato anch'esso alle vicende della tragedia.

### Esplicative
1. 1 2  La rappresentazione ad Atene è la prima di cui abbiamo notizia. È però possibile che l'opera sia stata messa in scena per la prima volta in Macedonia, dove era stata scritta. Euripide probabilmente utilizzava il teatro della città di Dion, alle falde del Monte Olimpo.
2. 1 2 3  Tale datazione non è però sicura. Un'altra ipotesi è il 403 a.C.
3. ↑  Da notare che Cadmo viene esiliato nonostante fosse stato l'unico della famiglia a riconoscere Dioniso come un dio.
4. ↑  Gli altri sono i seguenti: la follia profetica (riconducibile ad Apollo), quella poetica (le Muse) e quella erotica (Afrodite).

### Bibliografiche
1. ↑  Di Benedetto e Medda, p. 119.
2. 1 2  Guidorizzi, 2002, p. 188.
3. ↑  Albini, pp. 288-290.
4. ↑  Guidorizzi, 2002, pp. 189-190.
5. ↑  Baccanti, 2003, p. 28.
6. ↑  Baccanti, v. 1348.
7. 1 2 3  Guidorizzi, 2002, pp. 190-191.
8. 1 2  Di Benedetto e Medda, pp. 324-325.
9. ↑  Baccanti, 2003, p. 33.
10. ↑  Platone, Fedro, 244d.
11. ↑  Vernant, p. 47.
12. ↑  Le Baccanti, 2004, p. 9.
13. ↑  Avezzù, pp. 257-258.
14. ↑  Carpanelli, pp. 177-178.
15. ↑  Baccanti, 2003, pp. 15-19.
16. ↑  F. Lamioni, Le Baccanti di Wole Soyinka, in Beltrametti, pp. 437-452.
17. 1 2  Albini, pp. 265-266.
18. ↑   Elisabetta Matelli, Baccanti di Padrissa, ma senza Euripide, su drammaturgia.fupress.net. URL consultato il 20 ottobre 2024.

### Altre tragedie greche del ciclo tebano
- I sette contro Tebe di Eschilo
- Antigone di Sofocle
- Edipo re di Sofocle
- Le fenicie di Euripide
- Edipo a Colono di Sofocle